# Civaux
Civaux település Franciaországban, Vienne megyében. Lakosainak száma 1205 fő (2022. január 1.). Civaux Chapelle-Viviers, Lhommaizé, Lussac-les-Châteaux, Mazerolles, Valdivienne és Verrières községekkel határos.

## Népesség
A település népességének változása:
| Lakosok száma | 1136 | 1204 | 1219 | 1203 | 1204 | 1209 | 1208 | 1201 | 1205 |
|               | 2013 | 2015 | 2016 | 2017 | 2018 | 2019 | 2020 | 2021 | 2022 |